# Ponte Vecchio (Perugia)

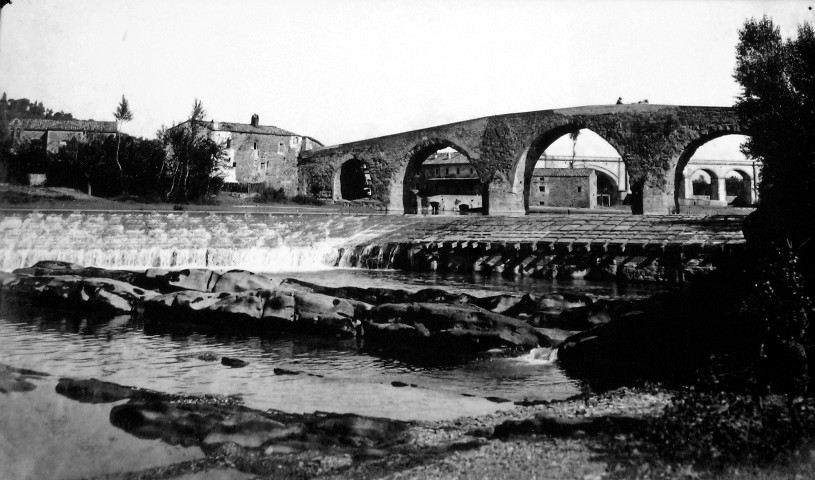
Il ponte di San Giovanni (Ponte Vecchio) nella sua architettura originaria, pre-1944

Il ponte di San Giovanni, noto come Ponte Vecchio si trova nella zona sud-orientale di Perugia, lungo il confine tracciato dal fiume Tevere tra il comune di Perugia (frazione di Ponte San Giovanni) e quello di Torgiano (località Ferriera). Distrutto nel corso della seconda guerra mondiale, è stato ricostruito nel 2000.

## Storia
Esiste una duplice teoria relativamente alla data di costruzione del ponte: c'è chi sostiene che venne costruito nel medioevo tra il 900 e il 1100 e chi dice che venne realizzato dai Romani. La struttura architettonica del ponte lascia aperte entrambe le teorie: realizzato in grossi blocchi di pietra arenaria, aveva una forma che richiamava alla mente una “gobba d'asino”, perché era molto arcuato ed era composto da sei archi a tutto sesto non simmetrici tra loro. Gli ultimi due rimanevano fuori dall'acqua. Ogni pilastro era rinforzato su entrambi i lati da un “taglia acque” che diminuiva la spinta dell'acqua sui pilastri. Le tecniche di costruzione rimasero invariate per secoli per cui le caratteristiche sin qui elencate accomunano sia i ponti di epoca romana che quelli basso-medievali e non contribuiscono a chiarirne la datazione. Una considerazione però può aiutare: alcuni studiosi ipotizzano l'esistenza di un ponte di epoca romana a Getola, nei pressi dell'attuale Ferriera, che venne distrutto da Totila nel 550 circa.
Questa località, denominata Getola, si trova a poche centinaia di metri di distanza da dove venne realizzato il ponte di San Giovanni e ciò escluderebbe l'ipotesi delle origini romane di quest'ultimo; infatti è assolutamente improbabile che i Romani avessero costruito due ponti a così poca distanza l'uno dall'altro.
Di certo, nel medioevo, proprio davanti al ponte, lentamente si venne formando un piccolo gruppo di case e dal 6 novembre 1366 quel gruppo di case venne chiamato Ponte San Giovanni. Proprio lì vennero costruite la piazza e la chiesa; il centro del paese si era sviluppato intorno al ponte e lungo l'importantissima strada che portava ad esso: la strada maestra. Questa strada partiva dalla Porta di San Pietro, una delle più importanti porte d'accesso alla città di Perugia, e la collegava a città come Assisi e Spoleto, ma soprattutto a Roma.
Il ponte di San Giovanni consentiva l'attraversamento del Tevere e l'esistenza stessa di questa importantissima strada. Così, la presenza del ponte e di questa strada, insieme ai numerosi mulini che c'erano e alla ricca produzione agricola della zona, fecero sì che l'intera area diventasse un punto importantissimo già alla fine del XIII secolo.
Nel Cabreo dell'Ospedale di Santa Maria della Misericordia del 1686, c'è una parte dedicata anche ai possedimenti dell'Ospedale situati a Ponte San Giovanni. Nella mappa lì riportata, viene disegnato anche il ponte e da questo disegno si vede che su di esso c'erano due torri, una all'inizio, verso Ponte San Giovanni, e un'altra poco dopo la metà. Una serviva probabilmente per la difesa e l'altra per il pagamento del pedaggio. Queste due torri furono demolite nel 1788 perché le piene e i terremoti le avevano rese poco stabili. Dalla mappa si vede anche una chiusa, all'incirca all'altezza della diga di oggi, e il molino, tuttora esistente. Osservando l'opera lignea di Carlo Natalizi, artista del legno, si nota che superata la metà del ponte, sul piano stradale c'era un'apertura, una botola, che si apriva su una stanza sotto la strada: questa stanza veniva chiamata “camera delle pecore”. Da lì si poteva uscire con molta difficoltà solo se tirati fuori attraverso un'apertura sul parapetto. Come si narra oralmente, il nome “camera delle pecore” deriva dal fatto che certi individui vi si nascondevano aspettando il passaggio delle greggi e poter rubare almeno una pecora.
Dalle memorie di chi ha vissuto nel periodo precedente la Seconda Guerra Mondiale risulta che la strada che passava sopra il ponte era piuttosto stretta, ma che comunque vi potevano transitare contemporaneamente due carri in direzione opposta. Dalla misurazione effettuata sul pilone del ponte rimasto si può ipotizzare che fosse largo m 4,70. I carri con i carichi più pesanti, però, non riuscivano ad attraversare facilmente il ponte, perché questo era molto arcuato. Il problema veniva risolto dal maniscalco che aveva la bottega vicinissima al ponte: attaccava i suoi buoi al carro e così riusciva a far attraversare il ponte anche ai carri che altrimenti non ce l'avrebbero fatta. Neanche le biciclette riuscivano ad attraversarlo con facilità, perché la salita era troppo ripida. Quando arrivarono le prime macchine venne addirittura chiuso al traffico con dei piloni, perché c'era così tanta salita che una macchina non vedeva arrivare quella che veniva dall'altra parte e poi c'era il rischio che non riuscissero a passare entrambe. Sempre dai racconti di chi era giovane prima della guerra si sa che il fiume e il ponte erano il luogo di ritrovo per tutti. Tutti, appena potevano, andavano a divertirsi o a riposarsi nei pressi del fiume dove l'acqua era così pulita che si poteva anche bere. Nel tempo libero i ragazzini si tuffavano dal parapetto del ponte e facevano il bagno mentre altre persone facevano dei giri sui mosconi (una specie di zattera per due persone). I giovani si incontravano lì di sera e da là andavano a nuoto a rubare i cocomeri nei campi lungo il Tevere. A volte però il fiume diventava un nemico e non lasciava tornare su chi non sapeva nuotare troppo bene, soprattutto dove l'acqua faceva il mulinello. Le donne andavano al fiume per lavare i panni, chinate su una pietra e portavano con loro i figli: quelli piccolissimi li tenevano dentro un canestro mentre quelli un pochino più grandi giocavano liberi nei campi o sguazzavano nel fiume. Gli uomini invece andavano al fiume per pescare, per prendere la sabbia per murare, per portare a riva i tronchi degli alberi da utilizzare per far ardere il fuoco.

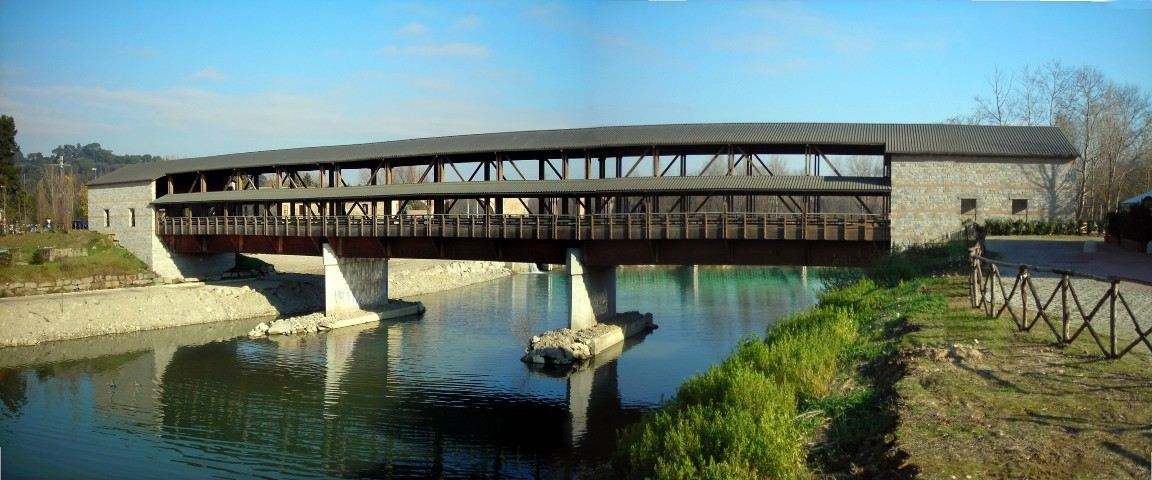
Il nuovo ponte ricostruito nel 2000

Con lo scoppio della Seconda Guerra Mondiale tutto cambiò. Ponte San Giovanni, che nel frattempo aveva sviluppato delle importanti vie di comunicazione e un'importante stazione ferroviaria, veniva spesso bombardato soprattutto durante il passaggio del fronte. Come raccontò don David Cancellotti (R. Bistoni, 2000) parroco di Pieve di Campo durante la guerra, il 31 ottobre 1943 cominciò il periodo più duro per Ponte San Giovanni. Quella fu "la notte dei bengala" e ci fu il bombardamento dell'aeroporto di Sant'Egidio. I bengala illuminarono a giorno enormi spazi aerei lasciando a bocca aperta chi assisteva incredulo al minaccioso spettacolo. Il 19 dicembre 1943 ci fu il primo bombardamento a Ponte San Giovanni. Venne bombardata e centrata la stazione; ci furono dieci morti. La maggior parte delle persone abbandonò Ponte San Giovanni, ma qualcuno fu costretto a rimanervi: gli operai del pastificio, che continuò a produrre pasta e farina anche durante la guerra, gli operai del tabacchificio e della fabbrica di traverse “Pascoletti” e qualche famiglia di contadini che non poteva o non voleva abbandonare i propri animali. I bombardamenti si susseguirono. I pochi abitanti rimasti vennero messi a dura prova. La chiesa crollò e con essa il campanile; i ponti sul Tevere sembravano resistere a tutto, ma poi il Ponte di San Giovanni, ormai chiamato da tutti Ponte Vecchio, venne distrutto. Duplice anche la versione della sua fine, come duplice è quella delle sue origini. Una versione racconta di un aereo inglese che, da solo, avrebbe centrato e distrutto il ponte, quindi agli alleati andrebbe data la responsabilità della distruzione del ponte. Dalla testimonianza indiretta (perché avuta dal nipote) di Felice Natalizi, capo pastaio all'allora pastificio, si possono ricostruire fatti completamente diversi. I Tedeschi, sentendosi ormai minacciati, avrebbero fatto irruzione nel pastificio e avrebbero costretto gli operai presenti, sotto la minaccia delle armi, ad uscire all'aperto e a trasportare a spalla quintali e quintali di esplosivo e di mine fino al Ponte Vecchio. Secondo questo racconto i Tedeschi avrebbero poi minato e fatto saltare in aria il ponte. Era il 12 giugno 1944.
Anche dal racconto di Mario Ricci (A.A.V.V., 2000), operaio del molino, si viene a sapere che quel giorno "alla base del Ponte, un gruppo di tedeschi impartiva ordini ai civili per la disposizione delle mine, che di lì a poco, lo avrebbero fatto saltare”. Luigi Messini, nella sua opera “Obiettivo… Ponte San Giovanni”(L. Messini, 1994) sostiene che “quello che non seppe fare l'aviazione militare alleata, lo fecero le truppe tedesche in ritirata. È facile comprendere che al nemico che avanza gli si taglino i ponti, ma il nostro Ponte Vecchio, artistica opera non più agibile per nessun traffico, poteva e doveva essere salvato come fu il Ponte Vecchio di Firenze”. Oggi resta solo una piccola porzione di quello che fu il Ponte di San Giovanni: una piccola parte del pilone sul lato destro del fiume.